# Cancriniella krascheninnikovii
Cancriniella krascheninnikovii là một loài thực vật có hoa trong họ Cúc. Loài này được (Rubtzov) Tzvelev mô tả khoa học đầu tiên năm 1961.